# Lieja-Bastoña-Lieja 1971
La Lieja-Bastogne-Lieja 1971 fue la 57.ª edición de la clásica ciclista Lieja-Bastoña-Lieja. La carrera se disputó el domingo 25 de abril de 1971, sobre un recorrido de 251 km. 
El vencedor final fue el belga Eddy Merckx (Molteni) consiguió el triunfo en esta carrera imponiéndose en solitario a sus compatriotas Georges Pintens (Hertekamp-Magniflex-Novy) y Frans Verbeeck (Watney-Avia), segundo y tercer respectivamente. Éste sería el segundo triunfo de Merckx en esta clásica de las cinco que acabaría consiguiendo.

## Clasificación final
| Posición | Ciclista           | Equipo                   | Tiempo   |
| -------- | ------------------ | ------------------------ | -------- |
| 1        | Eddy Merckx        | Molteni                  | 6h57'10" |
| 2        | Georges Pintens    | Hertekamp-Magniflex-Novy | s.t.     |
| 3        | Frans Verbeeck     | Watney-Avia              | a 4'51"  |
| 4        | Gilbert Bellone    | Sonolor-Lejeune          | s.t.     |
| 5        | Antoine Houbrechts | Salvarani                | s.t.     |
| 6        | Ferdinand Bracke   | Peugeot-Michelin-BP      | a 5'51"  |
| 7        | Joseph Bruyère     | Molteni                  | s.t.     |
| 8        | Raymond Delisle    | Peugeot-Michelin-BP      | a 6'45"  |
| 9        | Felice Gimondi     | Salvarani                | a 6'54"  |
| 10       | Attilio Benfatto   | Scic                     | s.t.     |